# سید حامد عاملی
سید حامد جبل‌عاملی (زادهٔ ۱۳۵۶ در اردبیل) سیاستمدار و مدیر اجرایی ایرانی است که در دولت سیزدهم به‌عنوان استاندار اردبیل فعالیت می‌کرد.

## تحصیلات
وی دارای مدرک کارشناسی ارشد و دکترای علوم ارتباطات اجتماعی از دانشگاه آزاد اسلامی واحد علوم تحقیقات تهران و نیز کارشناسی مهندسی صنایع از دانشگاه صنعتی اصفهان می‌باشد.

## پیشینه اجرایی
- معاون برنامه‌ریزی و عضو موظف هیئت مدیره سازمان صنایع کوچک و شهرک‌های صنعتی ایران
- معاون برنامه‌ریزی و توسعه اقتصادی استانداری اردبیل
- مشاور استاندار و دبیر ستاد تشویق و حمایت از سرمایه‌گذاری در استان اردبیل
- مدیرکل سازمان صنعت، معدن و تجارت استان اردبیل
- مدیرکل دفتر هماهنگی امور اقتصادی استانداری اردبیل
- مدیرکل مالی و اداری استانداری اردبیل
- عضو هیات مدیره شرکت تیتان آستان قدس رضوی
- مدیر بین‌الملل شرکت زنجیره تأمین سازمان اقتصادی رضوی
- قائم مقامی و معاونت اداری و مالی حوزه هنری اردبیل